# Rampur Hound
Rampur Hound är en hundras från Indien. Den är en jagande vinthund som är namngiven efter distriktet Rampur i delstaten Uttar Pradesh. Rampur Hound är kraftigare byggd än de flesta andra vinthundar och är oftast musgrå eller svart till färgen. Rasen är nationellt erkänd av den indiska kennelklubben The Kennel Club of India (KCI).